# Совершенно бесподобная (телесериал, 2015)
Соверше́нно бесподо́бная. Золушка из Рио (порт. Totalmente Demais) — бразильский телесериал 2015 года производства телекомпании Globo. Премьера состоялась 9 ноября 2015 года, финальная серия вышла 30 мая 2016 года. В России сериал транслируется с 28 августа 2017 года на телеканале СТС Love.

## Сюжет
Элиза — молодая 18-летняя девушка. На юные плечи красавицы упали серьёзные испытания. Все началось ещё в детстве. Воспитанием её занималась одна мать, потому что отец бросил семью, когда Элиза была ещё совсем маленькой, и новый отчим к тому же оказался тем ещё подонком. Дину начал в открытую приставать к своей падчерице, поэтому Элизе приходится сбежать и уехать в Рио, чтобы осуществить свои мечты. Но как только девушка прибывает в Рио, она остается без денег, ей приходится жить на улице, где она знакомится с Жонаташем, который продает конфеты на перекрестках в районе Лапа, но их начинает преследовать опасный бандит Жакаре.
Однажды девушка встречает бизнесмена Артура, владельца модельного агентства, который хочет, чтобы она работала у него, и будет делать все возможное, чтобы Элиза победила в конкурсе «Totalmente Demais». Вот тут и начнется долгий путь Элизы к своей мечте и любви, а на пути ей встретится множество препятствий, ненависти и зависти…

## В ролях
| Актер/Актриса       | Роль                                       |
| ------------------- | ------------------------------------------ |
| Марина Руй Барбоза  | Элиза де Ассис Монтейру                    |
| Фелипе Симас        | Жонаташ Кастру                             |
| Фабио Ассунсон      | Артур Карнейру де Алькантара               |
| Жулиана Паэс        | Каролина Кастильо                          |
| Жулиана Пайва       | Сандра (Кассандра) Режина Матозу           |
| Умберто Мартинс     | Жерману Монтейру                           |
| Вивиан Пажмантер    | Лилиан (Лили) де Бокаиува Монтейру         |
| Даниэл Роша Азеведо | Рафаэль Герра                              |
| Джованна Рисполи    | Мария Жуан Оливер де Алькантара (Жожо)     |
| Карла Салль         | Лейла де Оливейра                          |
| Даниэль Бланк       | Фабио де Бокаиува Монтейру (Фабинью)       |
| Присцила Штайнман   | София де Бокаиува Монтейру/Нина            |
| Леона Кавалли       | Жильда де Ассис Машаду                     |
| Паулу Роша          | Эрондину (Дину) Машаду                     |
| Оливия Торрес       | Дебора Матозу                              |
| Оран Фигуередо      | Угу Матозу                                 |
| Малу Галли          | Розанджела Лима Кастру Перейра             |
| Жулианне Тревизол   | Мария Луиза (Лу)                           |
| Саманта Сшмутш      | Исадора (Доринья) Кастилью                 |
| Сержо Мальейрос     | Жорже да Силва (Жакаре)                    |
| Глория Менезес      | Эстелла (Эстелинья) Карнейру де Алькантара |
| Режинальдо Фария    | Морис Карнейру де Алькантара               |
| Пабло Санабио       | Максимилиану Аугусту (Макс)                |
| Марат Дескартес     | Пьетро Энрико                              |
| Лавиния Власак      | Наташа Оливер                              |
| Айлтон Граса        | Флорисваль Перейра                         |
| Алине Фанжу         | Маристела де Соуза                         |
| Гвида Виана         | Апаресида (Сида)                           |
| Рафаэль Сандер      | Чарльз                                     |
| Габриэль Рейф       | Ямайка                                     |
| Адриана Биролли     | Лорена Домингус                            |
| Хелио де ла Пенья   | Жозе Зе Педру                              |
| Алине Боржес        | Катиа                                      |
| Каролина Агияр      | Лурдинья                                   |
| Леллезинья          | Дженнифер Перейра Лима                     |
| Кайе Кампос         | Энтони Кастру Лима (Бола)                  |
| Хуан Пайва          | Уэсли Перейра Лима                         |
| Джессика Эллен      | Адель Фернандес                            |
| Тони Гарридо        | Себастьян Монтанья (профессор Монтанья)    |
| Марсело Арнал       | Маркау                                     |
| Каду Паскаль        | Рискаду                                    |
| Изабелла Коппел     | Дейзи де Ассис Машаду                      |
| Каик Брум           | Карлус де Ассис Машаду (Карлиньюс)         |
| Леонардо Карвальо   | полицейский Уилсон                         |
| Доната Аугусту      | Брасу                                      |
| Мишель Коста        | Маркинья                                   |

## А также
| Актер/актриса        | Роль                |
| -------------------- | ------------------- |
| Никола Сири          | Джанкарло           |
| Карол Кастро         | играет саму себя    |
| Сильвия Пфайфер      | играет саму себя    |
| Пауло Зулу           | играет самого себя  |
| Джованна Ювбэнк      | играет саму себя    |
| Ана Фуртадо          | играет саму себя    |
| Генри Кастелли       | играет самого себя  |
| Элена Фернандес      | играет саму себя    |
| Мариана Риос         | играет саму себя    |
| Патрисия Баррос      | Элен Миллет         |
| Родриго Рангель      | Делегаду Песанья    |
| Икаро Зулу           | Габриэль            |
| Урсула Корона        | Клаудиа             |
| Даниэлла Винитц      | Суэли Матозу/Суэлен |
| Фернанда Мотта       | Даниэль Либ Дих     |
| Лука Рибейро         | Мелека              |
| Леди Франсиску       | Фатима              |
| Клаудиа Сардинья     | Джесси              |
| Стенио Гарсия        | Бино                |
| Пауло Даланьоли      | Лирио Лоренцо       |
| Крео Келлаб          | Фернанду            |
| Габриэла Каркайоли   | Клара               |
| Карине Баррос        | Эмануэлль           |
| Алариссе Маттар      | Витория             |
| Ленита Оливер        | Дандара             |
| Малу Фалангола       | Ана Паула           |
| Марина Кардозу       | Даниэла             |
| Маура Мескита        | Алессандра          |
| Скарлет Кардозу      | Ингрид              |
| Ина де Карвальо      | Рут                 |
| Сюзана Кордовил      | Николь              |
| Таина Бевилаква      | Бренда              |
| Хосе Виктор Кастиэль | командир Магелан    |
| Тата Вернек          | Федора Абдала       |
| Габриэль Аплин       | играет саму себя    |